# Liste der Stolpersteine in Mühlhausen in der Oberpfalz

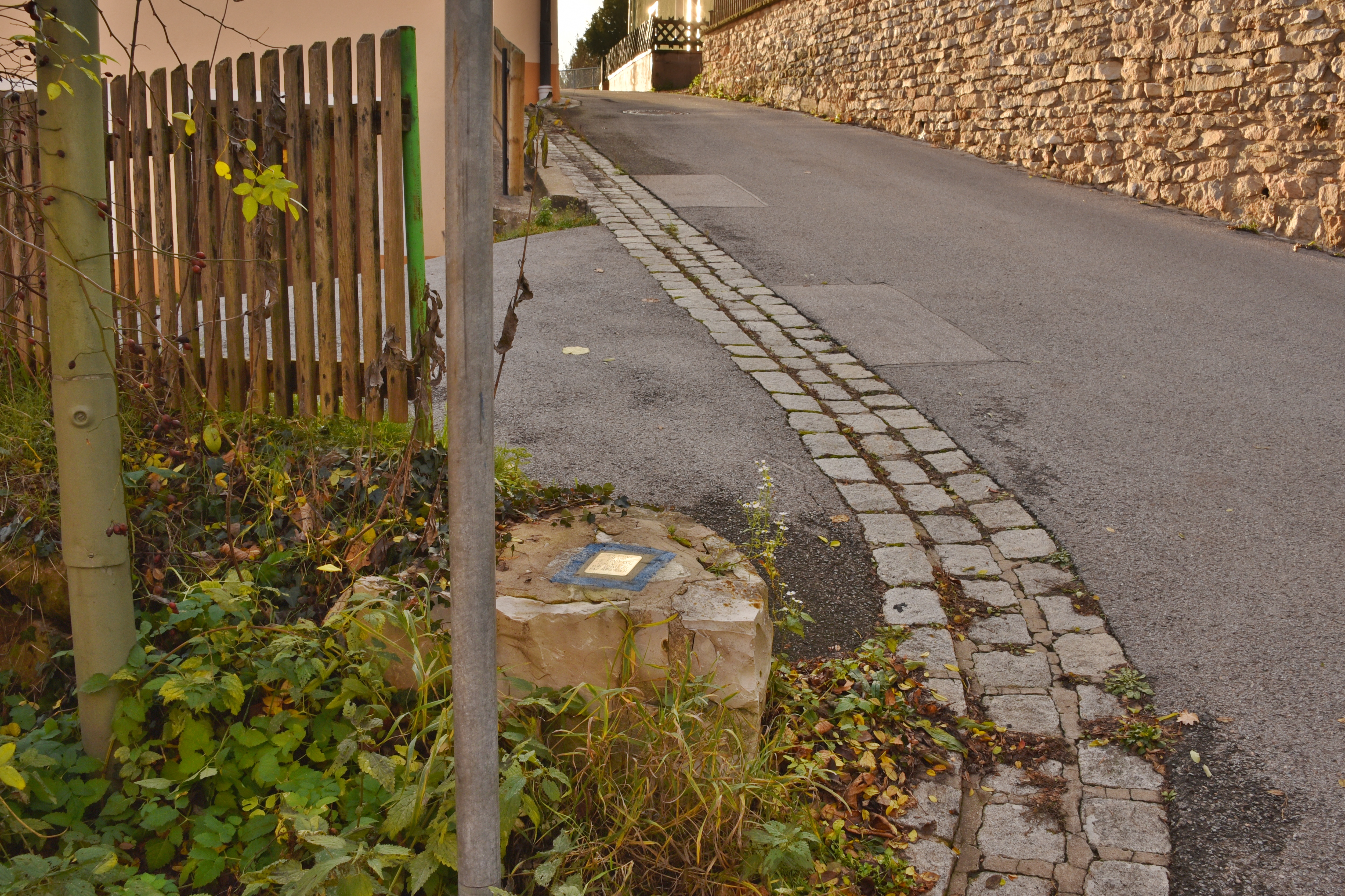
Stolperstein in Sulzbürg zur Erinnerung an die frühere Synagoge

Die Liste der Stolpersteine in Mühlhausen in der Oberpfalz enthält die Stolpersteine, die vom Kölner Künstler Gunter Demnig in der Oberpfälzer Gemeinde Mühlhausen verlegt wurden. Stolpersteine erinnern an das Schicksal der Menschen, die von den Nationalsozialisten ermordet, deportiert, vertrieben oder in den Suizid getrieben wurden. Stolpersteine liegen im Regelfall vom letzten selbstgewählten Wohnsitz des Opfers.
Die erste Verlegung in Sulzbürg, seit 1976 ein Ortsteil von Mühlhausen, erfolgte am 27. Mai 2016.

## Geschichte der Juden von Sulzbürg
Möglicherweise bestand eine jüdische Gemeinde in Sulzbürg seit dem Mittelalter. Die ersten Juden, die sich in hier niedergelassen haben sollen, waren Überlebende des Rintfleisch-Pogroms, eines Massakers an Juden in der Oberen Pfalz und anderen Teilen Altbayerns. Eine Urkunde des Jahres 1331, gefertigt von Ludwig dem Bayern, gestattete seinem Landvogt Heinrich von Dürrwangen, in Sulzbürg oder Dürrwangen zehn Juden anzusiedeln und von ihnen Steuern einzuheben. Nach der Vertreibung der Juden aus Neumarkt 1555 siedelten sich einige der Vertriebenen in Sulzbürg an. 1629 lebten acht jüdische Familien in der Gemeinde, 1705 waren es zwölf, 1755 dreißig und 1799 siebenunddreißig. Im 18. Jahrhundert war Sulzbürg eine der wenigen in Kurbayern bestehenden jüdischen Gemeinden. Anfang des 19. Jahrhunderts wurden 190 jüdische Gemeindemitglieder gezählt, damals ein Drittel der Ortsbevölkerung. Ab der Mitte des 19. Jahrhunderts sank der Anteil der jüdischen Bevölkerung – aufgrund zunehmender Auswanderung nach Übersee – auf ein Viertel 1867, auf 22,7 Prozent 1880, auf 17,9 Prozent 1890 und schließlich auf 12 Prozent im Jahr 1910. Die jüdischen Familien lebten überwiegend vom Handel, insbesondere von Klein- und Viehhandel. Sie handelten aber auch mit Getreide und Immobilien. Die Gemeinde war Sitz eines Rabbinates, ab dem 19. Jahrhundert eines Distriktrabbinates. 1847 wurde als „alter Rabbiner“ ein Mann namens Weil genannt. Sein Nachfolger war Dr. Mayer Löwenmayer, tätig in Sulzbürg 57 Jahre lang. Zu den jüdischen Vereinen zählten der Jugendverein, der Wohltätigkeitsverein Chewra Gemillus Chessed, der Israelitische Frauenverein und der Holzfond, eine Reserve für bedürftige Gemeindeglieder. Mayer Löwenmayer starb im Februar 1895. Unter seinem Nachfolger wurde 1911 der Sitz des Rabbinats nach Neumarkt verlegt. 1931 erfolgte die Vereinigung zweier Rabiate zum Rabbinatsbezirk Regensburg-Neumarkt.

Die jüdische Gemeinde verfügte über eine Synagoge, eine jüdische Schule, ein rituelles Bad und einen Friedhof. In der Mitte und der zweiten Hälfte des 19. Jahrhunderts waren zeitweise bis zu drei Personen angestellt: der Rabbiner, ein Lehrer und Vorbeter sowie ein Schochet, der auch als Synagogendiener tätig war. Auf dem Kriegerdenkmal für die Gefallenen beider Weltkriege aus Sulzbürg stehen drei Namen jüdischer Mitbürger: Benno Freising (1893–1916), Siegfried Freising (1891–1914) und Heinrich Wolf (1882–1915). Weitere jüdische Gefallene waren Simon Beer (1897–1918) und Leopold Landecker (1874–1916). Auch nach dem Ersten Weltkrieg sank der Anteil der Juden an der Bevölkerung kontinuierlich. 1925 gehörten noch fünfzig Personen der jüdischen Gemeinde an, 7,1 % der Gesamtbevölkerung. Vorsteher der Gemeinde waren Seligmann Haas, Ascher Neustädter, Isak Neustädter, Emanuel Regensburger, Max Rosenbaum und Leopold Rosenwald. Kantor, Lehrer und Schochet war damals Max Rosenbaum, der gerade noch drei jüdischen Kindern Religionsunterricht erteilen konnte. In den 1920er-Jahren errichtete die Esragruppe ein Landheim mit 32 Plätzen. 

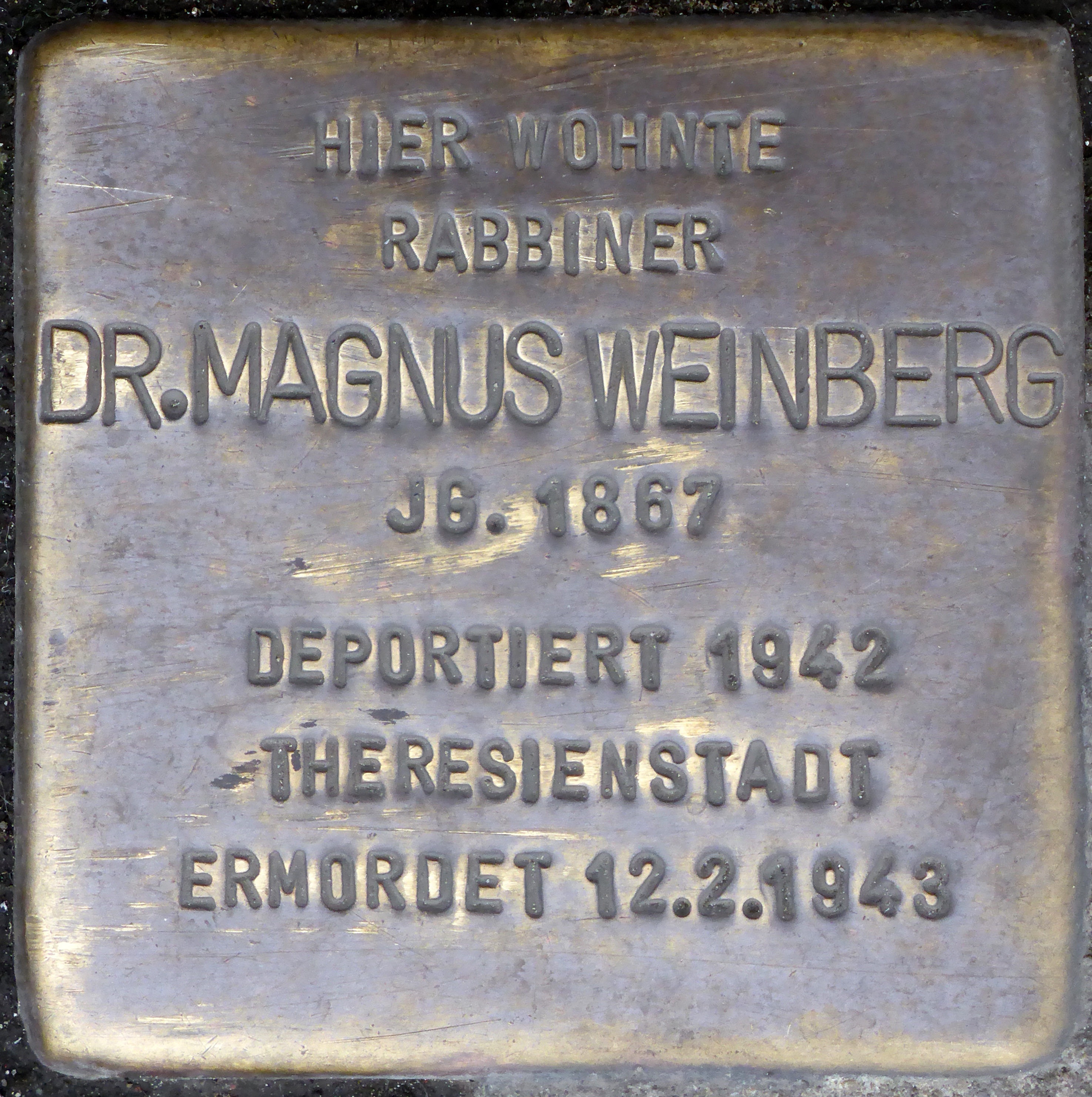

1932 war Wolf Grünebaum Gemeindevorsteher und Emanuel Regensburger Schriftführer und Schatzmeister. 1933 lebten noch sechzehn jüdische Personen in Sulzbürg. In Folge der Pogromnacht 1938 verließen weitere Juden ihren Heimatort. Nach den Deportationen vom 2. April 1942 gab es keine Juden mehr in Sulzbürg, ausgenommen vermutlich einer in „Mischehe“ lebenden jüdischen Person. Die Juden von Sulzbürg waren allesamt deportiert worden.

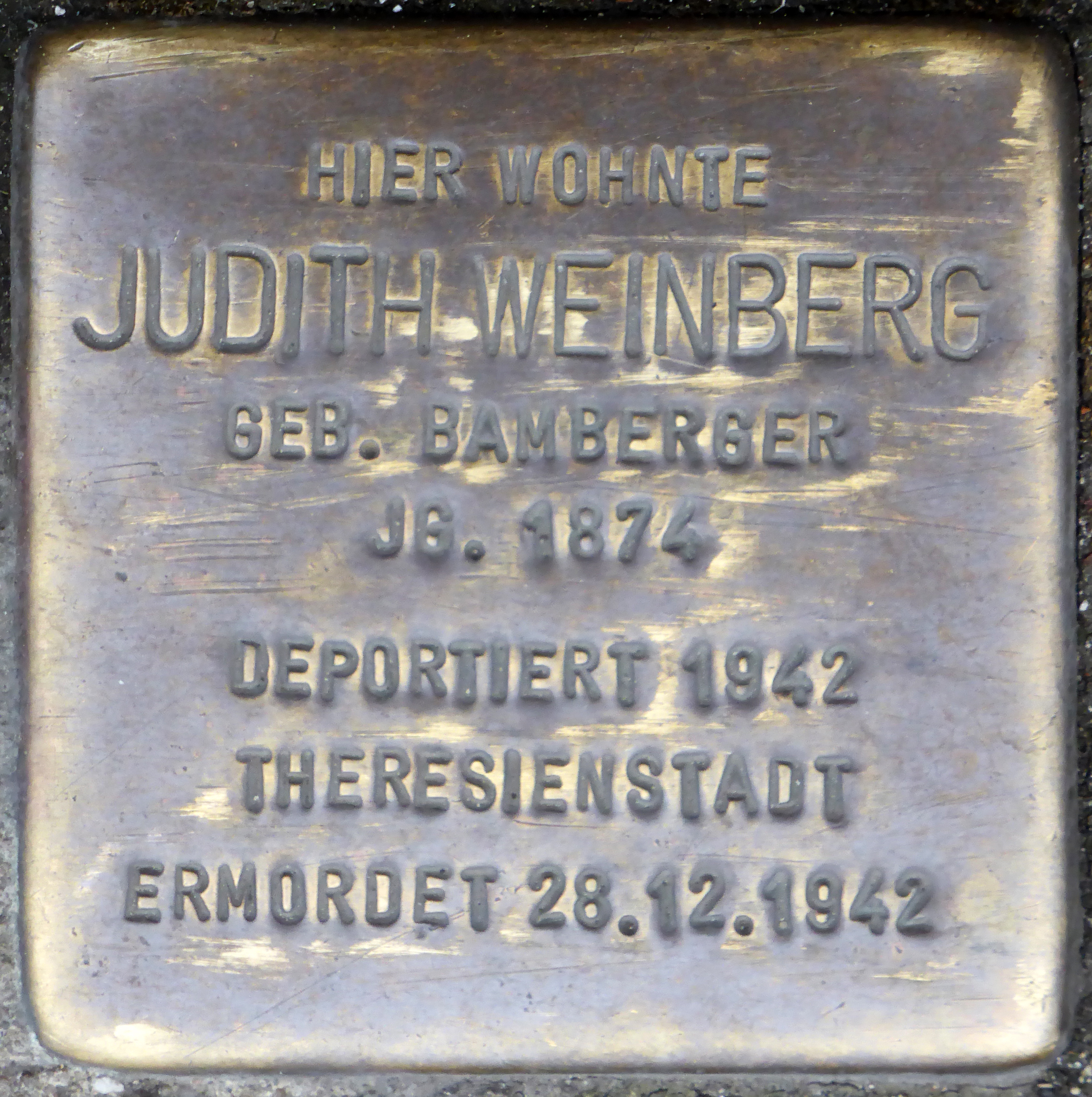

Letzter Rabbiner von Sulzbürg war Magnus Weinberg (1867–1943). Er betreute auch die jüdischen Mitbürger in Feucht, Freystadt, Mühlhausen, Neumarkt und Regensburg. 1942 wurde er gemeinsam mit seiner Ehefrau nach Theresienstadt deportiert. Dort fanden beide den Tod. An ihrem letzten Wohnort in Würzburg erinnern Stolpersteine an das Ehepaar.

## Stolpersteine in Sulzbürg
In Sulzbürg wurde ein Stolperstein zur Erinnerung an die 1938 geschändete und 1942 aufgegebene Synagoge verlegt sowie neun Stolpersteine für die Opfer der Shoah, allesamt jüdische Mitbürger der Gemeinde.
| Stolperstein | Inschriften | Standort                   | Name, Leben |
| ------------ | --- | -------------------------- | --- |
|              | HIER ERBAUT UM 1710 DIE SYNAGOGE 1799 NEUBAU 1938 VERWÜSTET 1942 AUFGEGEBEN                                                                                          | Vorderer Berg / Engelgasse | Die Synagoge von Sulzbürg wurde nach einer Überlieferung 1677 erbaut, laut einer anderen Quelle 1706. Davor war zumindest ein Betraum vorhanden, denn Juden siedelten sich spätestens in der zweiten Hälfte des 15. Jahrhunderts in Sulzbürg an. Die erste Synagoge der Ortschaft war vermutlich ein Anbau an eines der Judenhäuser. Das heute noch bestehende Synagogengebäude stammt aus dem Jahr 1799. Ab der Mitte des 19. Jahrhunderts waren zeitweise bis zu drei Personen angestellt, der Rabbiner, ein Lehrer und Vorbeter sowie ein Schochet (Schächter), der auch als Synagogendiener tätig war. 1849 wurde die Synagoge renoviert. Aus dem 20. Jahrhundert liegen mehrere Berichte aus jüdischen Periodika über Höhepunkte des geistlichen Lebens vor. 1903 wurde eine Parochet gespendet, ein Toraschrein-Vorhang. 1908 wurde eine Prinzregentenfeier veranstaltet, bei welcher der Rabbiner eine Rede hielt und „der Chor funktionierte ausgezeichnet“. 1909 wurde der Gemeindegesang beim Gottesdienst eingeführt. 1924 wurde das 125-Jahr-Jubiläum gefeiert und im Anschluss daran wurde die Synagoge aufwendig renoviert. 1926 erfolgte die Wiedereinweihung. Im Rahmen der Novemberpogrome des Jahres 1938 wurden Inventar und Ritualien vernichtet, das Synagogengebäude wurde beschädigt. Zwölf Torarollen wurden mit Beilen zerschlagen. Ein Gemeindemitglied wurde auf brutale Weise verprügelt, verhaftet und in das KZ Dachau deportiert. Ihm wurde angedroht, man werde ihn mit einem Torawimpel um den Hals in der Synagoge aufhängen. Die Patenschaft für diesen Stein hat die Gemeinde Mühlhausen übernommen. |
|              | HIER WOHNTE SIMON FREISING JG. 1857 ZWANGSUMZUG 1940 REGENSBURG JÜDISCHES ALTERSHEIM TOT 19.1.1941                                                                   | Vorderer Berg 18           | Simon Freising wurde 1857 geboren. Er hatte zumindest einen älteren Bruder, Isidor (1856–1931). Er war Kaufmann und handelte mit Eisenwaren und Geschirr. 1888 kaufte er ein Anwesen im benachbarten Freystadt und eröffnete dort einen Handelsbetrieb. Freising heiratete Doris Hellmann (1860–1925). Das Ehepaar hatte sieben Kinder: Carl (1886), Gustav (1888), Julius (1890), Siegfried (1891), Benno (1893), Ida (1895) und Thekla (1900). Im Jahr 1897 kehrte die Familie nach Sulzbürg zurück. Auch das Geschäft wurde hierher verlegt. Alle Kinder gingen auf die jüdische Schule in Sulzbürg. 1913 erhielt die Familie das Heimatrecht. Im Ersten Weltkrieg rückten alle fünf Söhne ein. Zwei kamen nicht mehr zurück: Siegfried fiel bereits 1914, Benno nahm sich 1916 das Leben. Gustav wurde verwundet, Carl mit dem Eisernen Kreuz ausgezeichnet. Simon Freising musste sechs Jahre nach der Machtergreifung Hitlers und der NSDAP Haus, Hof und Garten verkaufen. Er zog im Frühjahr 1940 nach Regensburg und fand Unterkunft in einem sogenannten Altersheim für jüdische Menschen. In Wahrheit handelte es sich um Sammellager, eingerichtet um die bevorstehende Deportation zu erleichtern. Er war 83 Jahre alt. Sein Sohn Carl musste monatlich 90 Reichsmark für die Unterbringung des Vaters anweisen. Simon Freising starb am 19. Januar 1941 in Regensburg. Er wurde auf dem Jüdischen Friedhof der Stadt bestattet. Drei seiner Kinder konnten die Shoah überleben, die Söhne Gustav und Julius sowie Tochter Ida. Gustav gelang die Flucht nach Brasilien, wo er ein kleines Zigarrengeschäft aufbaute und eine Familie gründete. Auch die 18-jährige Enkeltochter Anna Ruth, geboren 1920 als älteste Tochter seines ältesten Sohnes Carl, konnte rechtzeitig in die Vereinigten Staaten flüchten. Sie heiratete einen Mann namens Falek, hatte mindestens einen Sohn, Jerry, und mindestens einen Enkelsohn, Tristan. Sein ältester Sohn, Carl, dessen Frau, deren Sohn Alfred und deren jüngere Tochter Doris wurden mit dem ersten Transport vom 2. April 1942 nach Piaski geportiert, heute in Ostpolen gelegen, und dort oder in einem der nahegelegenen Vernichtungslager im Rahmen der Shoah ermordet. Auch seine jüngste Tochter, Thekla, wurde vom NS-Regime ermordet. Seine Schwägerin, Emilie Freising, geborene Gutmann (1864–1943) verlor in Theresienstadt ihr Leben. In Regensburg wurden Stolpersteine für Carl und seine Familie sowie für Emilie Freising verlegt. In Nürnberg liegt ein zweiter Stolperstein für Thekla. |
|              | HIER WOHNTE THEKLA FREISING JG. 1900 UNFREIWILLIG VERZOGEN 1940 NÜRNBERG DEPORTIERT 1942 IZBICA ERMORDET                                                             | Vorderer Berg 18           | Thekla Freising wurde am 24. Oktober 1900 in Sulzbürg geboren. Sie war das jüngste Kind von Simon Freising und Doris, geborene Hellmann. Thekla Freising hatte fünf Geschwister: Carl (1886), Gustav (1888), Julius (1890), Siegfried (1891), Benno (1893) und Ida (1895). Sie wurde am 24. März 1942 von Nürnberg nach Izbica deportiert. Thekla Freising hat die Shoah nicht überlebt. Vor dem Haus Tuchergartenstraße 15 in Nürnberg liegt ein weiterer Stolperstein für Thekla Freising. |
|              | HIER WOHNTE MARTHA NEUSTÄDTER GEB. LÖWENBERGER JG. 1888 SEIT 1922 EINGEWIESEN IN MEHRERE HEILANSTALTEN 'VERLEGT' 4.12.1940 GRAFENECK ERMORDET 4.12.1940 'AKTION T-4' | Hinterer Berg 14           | Martha Neustädter, geborene Löwenberger, wurde am 13. November 1888 in Michelbach an der Lücke geboren. Am 25. August 1919 heiratete sie Siegfried Neustädter. Nicht lange nach der Hochzeit erkrankte sie an der Spanischen Grippe, die mehr Todesopfer forderte als der gesamte Weltkrieg. Martha Neustädter überlebte, blieb jedoch gelähmt. Ab 1922 war sie in verschiedenen Heilanstalten untergebracht. In den Akten wurde sie als „grazile, freundliche Frau“ beschrieben. Martha Neustädter wurde am 4. Dezember 1940 in die Tötungsanstalt Grafeneck verlegt und dort noch am selben Tag ermordet. Sie war eine von zumindest 59 Opfern der sogenannten T4-Aktion aus dem heutigen Landkreis Neumarkt in der Oberpfalz. Deutsche Ärzte und Pflegekräfte töteten damals mindestens 70.000 kranke und behinderte Menschen im nationalsozialistischen Einflussbereich. Ihr Ehemann wurde 1942 vom NS-Regime nach Izbica deportiert und im Osten ermordet. |
|              | HIER WOHNTE SIEGFRIED NEUSTÄDTER JG. 1885 DEPORTIERT 1942 IZBICA ERMORDET                                                                                            | Hinterer Berg 14           | Siegfried Neustädter wurde am 6. November 1885 in Sulzbürg geboren. Seine Eltern waren Isak Neustädter (1854–1929) und Klara, geborene Walz (1856–1931). Er hatte drei Brüder und eine Schwester, Jakob (geboren 1883), Sofie Emma (geboren 1887), Heinrich (geboren 1890) und Josef (geboren 1894). Er war Viehhändler und Kaufmann. Am 11. Oktober 1916 wurde er eingezogen. Er diente in den letzten beiden Jahres des Ersten Weltkriegs und wurde am 25. November 1918 ehrenhaft entlassen. In seinem Militärakt findet sich folgende Beschreibung: „Führung: sehr gut; Strafen: keine / Personenbeschreibung: Körpergröße 156 cm, mittlere Gestalt, Kinn-Nase-Mund normal, Schnurrbart, steifen Finger und Daumen“. Am 25. August 1919 heiratete er Martha Löwenberger. Das Paar hatte keine Kinder. Nicht lange nach der Hochzeit erkrankte seine Frau an der Spanischen Grippe und blieb danach gelähmt. Ab 1922 lebte sie in Pflegeanstalten, 1940 wurde sie vom NS-Regime im Rahmen der T4-Aktion ermordet. Am 24. März 1942 wurde Siegfried Neustädter von Nürnberg nach Izbica deportiert. Izbca war ein sogenanntes Transitghetto. Die meisten Juden, die nach Izbica kamen, wurden entweder in den Arbeitslagern zu Tode geschunden oder in den Vernichtungslagern ermordet, zumeist in Majdanek und Auschwitz-Birkenau. Siegfried Neustädter hat die Shoah nicht überlebt. Zumindest drei seiner Geschwister wurden ebenfalls vom NS-Regime ermordet. Jakob und seine Frau wurden nach Riga deportiert, Sofie und ihr Ehemann in das Ghetto Piaski und Josef nach Auschwitz. |
|              | BERTHA WEIL GEB.HANDBURGER JG. 1865 DEPORTIERT 1942 THERESIENSTADT ERMORDET 30.7.1943                                                                                | Schlossberg 2              | Bertha Weil, geborene Handburger, wurde am 1. Februar 1865 in Kleinlangheim geboren. Sie war mit dem Lehrer Leopold Weil verheiratet. Sie wurde am 16. Juni 1943 mit dem Transport I/96 von Berlin aus nach Theresienstadt deportiert. Bertha Weil verlor dort am 30. Juli 1943 ihr Leben. Auch ihr Ehemann Leopold Weil, ihre Schwiegermutter und Schwager und Schwägerin haben die Shoah nicht überlebt. |
|              | HIER WOHNTE CÄCILIE WEIL JG. 1891 DEPORTIERT 1942 SCHICKSAL UNBEKANNT                                                                                                | Schlossberg 2              | Cäcilie Weil wurde am 23. Juni 1891 in Sulzbürg geboren. Ihre Eltern waren Rudolf (Ruben) Weil und Rebekka, geborene Eisemann. Sie hatte zwei Geschwister, Leopold (geboren 1888) und Lazarus (geboren 1890). Cäcilie Weil blieb unverheiratet und half ihrer im Sulzbürger Haus und bei der Betreuung von Sommergästen in den Ferienzimmern des Elternhauses. Ihr Vater starb 1918. Nach der Machtergreifung der Nationalsozialisten zog sie irgendwann nach Regensburg in der Schäffnerstraße 2. Sie wurde am 13. Juli 1942 in das Vernichtungslager Auschwitz deportiert. Cäcilie Weil hat die Shoah nicht überlebt. Auch ihre Mutter und ihr Bruder Leopold wurden von den Nationalsozialisten ermordet. Lazarus konnte rechtzeitig in die USA fliehen und überlebte. |
|              | HIER WOHNTE LAZARUS WEIL JG. 1890 'SCHUTZHAFT' 1938 DACHAU FLUCHT 1941 USA                                                                                           | Schlossberg 2              | Lazarus Weil wurde 1890 als mittleres Kind von Rudolf (Ruben) Weil und Rebekka, geborene Eisemann, geboren. Er war nach seinem Großvater benannt. Seine Familie hatte ein Haus in Sulzbürg, in dem im Sommer Feriengäste unterkommen konnten, des Weiteren eine Eisenwarenhandlung, welches Lazarus Weil nach dem Tod seines Vaters 1918 übernahm. Nach der Machtergreifung der Nationalsozialisten verarmte die Familie, auf Grund der Boykotte waren keine Geschäfte mehr möglich, eine Unterbringung von Gästen ebenfalls nicht. Während der Reichspogromnacht wurde Weil in „Schutzhaft“ genommen. Nach seiner Entlassung aus dem KZ Dachau gelang ihm die Flucht, er emigrierte in die USA. Er war der einzige sulzbürger Jude, der sich in „Schutzhaft“ befand und dem schließlich die Flucht gelang. Lazarus Weil starb während eines Aufenthaltes in Deutschland 1964 und liegt in Frankfurt begraben. Seine Mutter und seine Geschwister wurden Opfer des Nazifaschismus. |
|              | HIER WOHNTE LEOPOLD WEIL JG. 1888 'SCHUTZHAFT' 1938 GEFÄNGNIS REGENSBURG DEPORTIERT 1942 AUSCHWITZ ERMORDET 16.11.1942                                               | Schlossberg 2              | Leopold Friedrich Weil wurde am 29. August 1888 in Sulzbürg geboren. Er war das älteste Kind von Rudolf (Ruben) Weil und Rebekka, geborene Eisemann. Weil hatte den Bruder Lazarus und eine Schwester, Cäcilie. Er war Lehrer und heiratete die aus Kleinglangheim stammende Bertha Handburger. Die Ehe blieb kinderlos. Während der Reichspogromnacht wurde Weil verhaftet und in Regensburg inhaftiert. Zuletzt wohnte das Paar Weil in Berlin. Von dort wurde er 1942 deportiert. Leopold Weil wurde am 16. November 1942 in Auschwitz ermordet. Opfer der Shoah wurden auch seine Frau, seine Mutter und seine Schwester Cäcilie. Sein Bruder Lazarus konnte fliehen und in die USA emigrieren. |
|              | HIER WOHNTE REBEKKA WEIL GEB. EISEMANN JG. 1859 DEPORTIERT 1942 THERESIENSTADT ERMORDET 10.10.1942                                                                   | Schlossberg 2              | Rebekka Weil wurde am 9. März 1859 in Steinbach geboren. Ihre Eltern waren der Rabbiner Eliezer Bar Schlomo Lazarus Eisemann und dessen Frau Karoline. Sie hatte drei Geschwister. Am 1. September 1886 heiratete sie den Kaufmann Rudolf (Ruben) Weil (geboren 1850), der ebenfalls aus einer Rabbiner-Familie stammte und eine Eisenwarenhandlung in Sulzbürg hatte, wohin auch Rebekka nach der Heirat zog. Das Paar bekam dre Kinder: Leopold (geboren 1888), Lazarus (geboren 1890) und Cäcilie (geboren 1891). Das Haus der Familie wurde teilweise vermietet an Feriengäste. Im Jahre 1918 starb Rudolf Weil, ihr Sohn Lazarus übernahm die Eisenwarenhandlung. Leopold war Lehrer geworden und hatte geheiratet, ihre Tochter Cäcilie verblieb im Haushalt und half ihrer Mutter. Nach der Machtübernahme der Nationalsozialisten wurde es für Familie Weil immer schwerer, Boykotte jüdischer Geschäfte machten es der Familie unmöglich weiter zu handeln oder Gäste unterzubringen. Die Familie verarmte. Während der Reichspogromnacht wurden beide Söhne in „Schutzhaft“ genommen, Lazarus wurde ins KZ Dachau deportiert, Leopold in Regensburg inhaftiert. Rebekka Weil verblieb mit ihrer Tochter allein im Weil-Haus, welches immer wieder antisemitischen Angriffen ausgesetzt war, unter anderem wurden immer wieder Fensterscheiben eingeschlagen. Weil wurde durch den unentwegten Terror krank und litt an chronischen Kopfschmerzen. Ihre Tochter ging zu einem unbekannten Zeitpunkt nach Regensburg. Am 23. September 1942 wurde Rebekka Weil mit dem Transport II/26 nach Theresienstadt deportiert. Ihre Gefangenennummer auf diesem Transport war 666. Rebekka Weil verlor dort am 10. Oktober 1942 ihr Leben, die offizielle Todesursache war Gastroenteritis. Leopold und seine Frau sowie ihre Tochter Cäcilie wurden ebenfalls ermordet, einzig Lazarus gelang die Flucht, er emigrierte in die USA. |

## Verlegedaten
Die Stolpersteine von Sulzbürg wurden an folgenden Tagen von Gunter Demnig persönlich verlegt:
- 27. Mai 2016: Vor der ehemaligen Synagoge
- 16. Oktober 2016: Vor dem historischen 'Weilhaus' (für Rebekka Weil sowie deren Kinder Lazarus, Cecilie, Leopold und dessen Frau Bertha)
- 16. Juli 2018: Vorderer Berg 18 (Thekla und Simon Freising)
- 5. November 2019: vor dem Anwesen Hinterer Berg 14 (Martha Neustädter, Siegfried Neustädter plus Platzhalter für Kurt Neustädter und Lotte Neustädter)[8]